# Somerset (Tasmanien)
Somerset ist ein kleiner Ort im australischen Bundesstaat Tasmanien.

## Geographische Lage
Der Ort im Norden Tasmaniens liegt sechs Kilometer westlich der Stadt Burnie an der Mündung des Cam River in die Bass-Straße, auf halbem Wege zwischen der Gemeinde Wynyard und Burnie, am Bass Highway.

## Wirtschaft und Infrastruktur
Es gibt eine Reihe von kleinen Unternehmen in Somerset, die nahezu alle an der Hauptstraße liegen, wie zum Beispiel ein Unternehmen für Holzbearbeitung und eine Firma für Bergbau-, Forst- und Landwirtschaftsmaschinen. Im Ort gibt es Sportstätten für Fußball und Tennis. Vor Sommerset liegt ein Meeresstrand aus Quarzsand mit einer Düne.
Da es nur eine Grundschule in Sommerset gibt, müssen die Schüler mit der Metro Tasmaniens zu weiterführenden Schulen entweder nach Wynyard oder Burnie fahren. Der Flughafen von Burnie liegt etwa eine 15-minütige Autofahrt entfernt in Wynyard.